# محمد عبد الحافظ (ممثل)
محمد عبد الحافظ (22 مايو 1974) ممثل مصري نجل المخرج إسماعيل عبد الحافظ

## من أعماله
- مسلسلاته

| - بت القبايل (2020) - ولى العهد(2015) - ليالي الحلمية (ج6) (2016) - الاسطورة 2016 - العراف (2013) - الشك (2013) - الصقر شاهين (2013) - مزاج الخير (2013) - ابن ليل (2012) - بنات في بنات (2012) - لحظة ميلاد (2011) | - عابد كرمان (2011) - أكتوبر الآخر (2010) - كليوباترا (2010) - الهاربتان (فيلم) (2010) - بيت الباشا (2010) - المصراوية (ج2) (2009) - الباطنية (2009) - عدى النهار (2008) - أسمهان (2008) - وعادت القلوب (2008) | - قمر (2008) - ازهار (2007) - المصراوية (ج1) (2007) - من أطلق الرصاص علي هند علام (2007) - للثروة حسابات اخرى (2005) - أرض الرجال (2005) - العائلة والناس (2001) - البر الغربي (2001) - أستاذي الجليل رفقا بنا (2000) | - وجع البعاد (2000) - السيرة الهلالية - الجزء الثاني (1999) - اهالينا (1996) - أحلام كو (1996) - ساكن قصادى ج 2 (1996) - خالتي صفية والدير (1995) - ساكن قصادى (1995) - ليالي الحلمية (ج5) (1995) |

## روابط خارجية
- محمد عبد الحافظ على موقع الدهليز
- محمد عبد الحافظ على موقع قاعدة بيانات الأفلام العربية